# اسوتلانا پارخومنکو
 اسوتلانا پارخومنکو (روسی: Светлана Германовна Паркхоменко؛ زادهٔ ۸ اکتبر ۱۹۶۲) یک تنیس‌باز اهل روسیه است. 